# Rade Končar
Rade Končar (v srbské cyrilici Раде Кончар, 6. srpna/28. října 1911 – 22. května 1942) byl jugoslávský vůdce a legendární bojovník v časech druhé světové války.
Rade Končar se narodil ve vesnici v Končarevském Kraji v občině Plitvička Jezera poblíž města Korenica. Některé zdroje udávají datum 28. října 1911, zatímco jiné 6. srpna 1911. Jako chorvatský Srb Končar odešel do srbského města Leskovac, kde dokončil školu a pracoval jako kovodělník. V roce 1934 se v Bělehradě stal členem komunisitcké strany. V roce 1936 bylo bělehradské křídlo strany zakázáno. Končar byl zatčen a uvězněn na jeden rok, kdy vykonával tvrdé práce ve věznici ve Sreské Mitrovici. Po propuštění se přestěhoval do Záhřebu a začal pracovat pro Siemens. Ve městě založil komunistické hnutí a v roce 1938 zorganizoval úspěšnou stávku.
Jako aktivní komunista v tehdejší jugoslávské komunistické straně stoupal rychle vzhůru, v roce 1939 byl již členem Politbyra. Během bojů byl zajat italskými fašisty a zastřelen v Šibeniku. Pro tehdejší jugoslávský režim se stal po válce hrdinou; in memoriam získal ocenění hrdiny lidu Jugoslávie. Pojmenována po něm byla jedna z brigád JLA, strojírenský podnik v Záhřebu a gymnázium v Bělehradě.